# Andrewsarchus
Andrewsarchus mongoliensis – gatunek ssaka z kladu Laurasiatheria żyjącego w późnym eocenie (37-32 miliony lat temu) na terenie dzisiejszej Mongolii. Pierwsze skamieniałości zwierzęcia odkryto w roku 1923, w czasie ekspedycji sponsorowanej przez Amerykańskie Muzeum Historii Naturalnej i prowadzonej przez Roya Chapmana Andrewsa, na którego cześć nazwano zwierzę. A. mongoliensis został opisany i nazwany w 1924 r. przez Henry'ego Osborna. Znany wyłącznie z kości czaszki mierzącej 834 mm długości i 560 mm szerokości. Osborn obliczył, że jeśli proporcje ciała Andrewsarchus mongoliensis byłyby takie same, jak u Mesonyx obtusidens, to zwierzę to osiągałoby 3,82 m długości od czubka pyska do tylnej części miednicy oraz 1,89 m wysokości w kłębie.

## Pozycja systematyczna
Ponieważ znana jest tylko czaszka A. mongoliensis, ustalenie jego pozycji systematycznej nastręcza wiele trudności. Osborn (1924) wspomina, że przy badaniu jego skamieniałości rozważano możliwość, iż Andrewsarchus mógł należeć do rodziny Entelodontidae, ostatecznie jednak uznano go za przedstawiciela rodziny Mesonychidae, w tamtym czasie zaliczanej do kreodontów. W późniejszych publikacjach większość autorów zgadzała się z wnioskiem Osborna, zaliczając A. mongoliensis do grupy Mesonychia, wymarłej grupy kopytnych drapieżników spokrewnionych ze współczesnymi parzystokopytnymi; Frederick S. Szalay i Stephen Jay Gould (1966) utworzyli dla niego odrębną podrodzinę Andrewsarchinae w obrębie rodziny Mesonychidae. Taką jego klasyfikację zakwestionował Leigh Van Valen (1978), który uznał A. mongoliensis za przedstawiciela podrodziny Triisodontinae, którą z kolei zaliczał do rodziny Arctocyonidae. W późniejszych publikacjach część autorów zaliczała Andrewsarchus do rodziny Mesonychidae, a inni – do rodziny Arctocyonidae i podrodziny Triisodontinae. McKenna i Bell (1997) zaliczyli Andrewsarchus do Triisodontinae, jednak wyłączyli tę podrodzinę z Arctocyonidae i podnieśli ją do rangi osobnej rodziny Triisodontidae, którą zaliczyli do Mesonychia.
W ostatnich latach przynależność A. mongoliensis do Mesonychia lub do Triisodontidae/Triisodontinae została zakwestionowana przez szereg analiz kladystycznych. Według analizy Geislera (2001) Andrewsarchus nie należał do Mesonychia ani do Triisodontinae, lecz był taksonem siostrzanym do parzystokopytnych, razem z którymi tworzy klad siostrzany do kladu obejmującego Hapalodectidae, Mesonychidae i walenie. Według analizy O'Leary i Gatesy'ego (2008) Mesonychia, Triisodontinae i Andrewsarchus należały do Cetartiodactyla. Jednak Mesonychia i Triisodontinae były bliżej spokrewnione z waleniami niż z A. mongoliensis, który z kolei był blisko spokrewniony z rodzinami Entelodontidae i Hippopotamidae, a także z większością rodzajów tradycyjnie zaliczanych do rodziny Anthracotheriidae (z wyjątkiem rodzaju Libycosaurus) oraz rodzajami Achaenodon i Indohyus. Także według analizy Spaulding, O'Leary i Gatesy'ego (2009) Andrewsarchus nie należał do Mesonychia ani do Triisodontinae; analizy sugerują, że należał on do Cetartiodactyla i był blisko spokrewniony z rodziną Entelodontidae oraz rodzajem Achaenodon, a być może także z rodzajem Indohyus i częścią rodzajów tradycyjnie zaliczanych do rodziny Anthracotheriidae.

## Cechy behawioralne zwierzęcia
Duże rozmiary czaszki i szczęk Andrewsarchus pozwalają spekulować, że może żywił się dużymi ssakami z rodzaju brontoterium lub, co bardziej prawdopodobne, ich padliną. O padlinożernym, bądź też wszystkożernym trybie życia wskazują głównie tępe zęby zwierzęcia.